# Robert Roškar
Robert Roškar, slovenski radijski in televizijski voditelj, Instagram, Tik Tok in Youtube osebnost, Maribor.
Roškar je končal Pedagoško fakulteto, smer matematika na Univerzi v Mariboru.
Voditeljsko Kariero je pričel leta 2002 kot novinar na radiu City, še isto leto pa jo nadaljeval kot voditelj na radiu NET FM. Leta 2003 je postal voditelj na televiziji NET TV. Leta 2005 je prvič povezoval polfinalni večer glasbenega festivala Melodije morja in sonca v Portorožu, ki ga je takrat prenašala televizija NET TV. Leta 2006 je enako delo opravil v paru z voditeljico Lucijo Gubenšek, leto kasneje pa sta povezovala vse tri večere.
Leta 2008 se je preselil v Ljubljano in pričel z delom na radiu Aktual, kjer je ostal do avgusta leta 2009, ko je sprejel delo voditelja na radijski postaji Radio 1.
Marca leta 2009 je postal voditelj oddaje TV Pogled na TV Slovenija 1, katere urednica je Bernarda Žarn. Oddaja se je s 1. septembrom 2009 preimenovala v Gledamo naprej in se vsebinsko spremenila. Avgusta 2009 se je odzval vabilu in postal voditelj oddaje Državne igre na TV Slovenija 3.
Septembra 2010 je pričel z vodenjem programa na Radiu 1 kjer dela še danes.